# Mały Wampir
Mały Wampir (fr. Petit Vampire) – francuska seria komiksowa autorstwa Joanna Sfara, publikowana w latach 1999–2005 przez wydawnictwo Delcourt, a po reaktywacji w 2017 publikowana przez wydawnictwo Rue de Sèvres. Po polsku pierwszych siedem tomów ukazało się w albumie zbiorczym w 2017 nakładem wydawnictwa Timof i cisi wspólnicy.

## Fabuła
Seria utrzymana jest w humorystycznym tonie i opowiada o dziecięcych perypetiach wampira Fernanda, występującego pod dorosłą postacią w innej serii komiksowej autorstwa Sfara – Wampir.

## Tomy
| Tom | Tytuł i rok wydania polskiego                       | Tytuł i rok wydania oryginalnego                          | Uwagi                                                                    |
| --- | --------------------------------------------------- | --------------------------------------------------------- | ------------------------------------------------------------------------ |
| 1   | Mały Wampir idzie do szkoły (2017)                  | Petit Vampire va à l'école (1999)                         | W polskim wydaniu wszystkie tomy ukazały się w jednym albumie zbiorczym. |
| 2   | Mały Wampir ćwiczy kung-fu (2017)                   | Petit vampire fait du kung fu (2000)                      | W polskim wydaniu wszystkie tomy ukazały się w jednym albumie zbiorczym. |
| 3   | Mały Wampir i stowarzyszenie ochrony psów (2017)    | Petit vampire et la société protectrice des chiens (2001) | W polskim wydaniu wszystkie tomy ukazały się w jednym albumie zbiorczym. |
| 4   | Mały Wampir i dom, który zdawał się normalny (2017) | Petit vampire et la maison qui avait l'air normale (2002) | W polskim wydaniu wszystkie tomy ukazały się w jednym albumie zbiorczym. |
| 5   | Mały Wampir i micha kupy (2017)                     | Petit vampire et la soupe de caca (2003)                  | W polskim wydaniu wszystkie tomy ukazały się w jednym albumie zbiorczym. |
| 6   | Mały Wampir i zieloni Gwiazdorzy (2017)             | Petit Vampire et les Pères Noël verts (2004)              | W polskim wydaniu wszystkie tomy ukazały się w jednym albumie zbiorczym. |
| 7   | Mały Wampir i sen o Tokio (2017)                    | Petit Vampire et le rêve de Tokyo (2005)                  | W polskim wydaniu wszystkie tomy ukazały się w jednym albumie zbiorczym. |
| 8   |                                                     | Le Serment des pirates (2017)                             |                                                                          |
| 9   |                                                     | La Maison de la terreur qui fait peur (2018)              |                                                                          |
| 10  |                                                     | On ne joue pas avec la vie (2019)                         |                                                                          |

## Nagrody
Za tom 5. Małego Wampira Sfar otrzymał Nagrodę dziecięcą (Prix jeunesse 7–8 ans) na Międzynarodowym Festiwalu Komiksu w Angoulême w 2004.

## Adaptacje
Na podstawie serii komiksowej powstały: 52-odcinkowy francuski animowany serial telewizyjny Petit Vampire, emitowany przez France 3 w 2004; pełnometrażowy film animowany Petit Vampire, którego premiera przewidziana jest na 2020; oraz trzy zbiory opowiadań, napisane przez Sfara i jego żonę Sandrinę Jardel.